# Cyclotelus fascipennis
Cyclotelus fascipennis är en tvåvingeart som först beskrevs av Macquart 1846.  Cyclotelus fascipennis ingår i släktet Cyclotelus och familjen stilettflugor. Inga underarter finns listade i Catalogue of Life.